# Mycetina marginalis
Mycetina marginalis is een keversoort uit de familie zwamkevers (Endomychidae). De wetenschappelijke naam van de soort werd in 1830 gepubliceerd door Gebler.